# Овен (сузір'я)

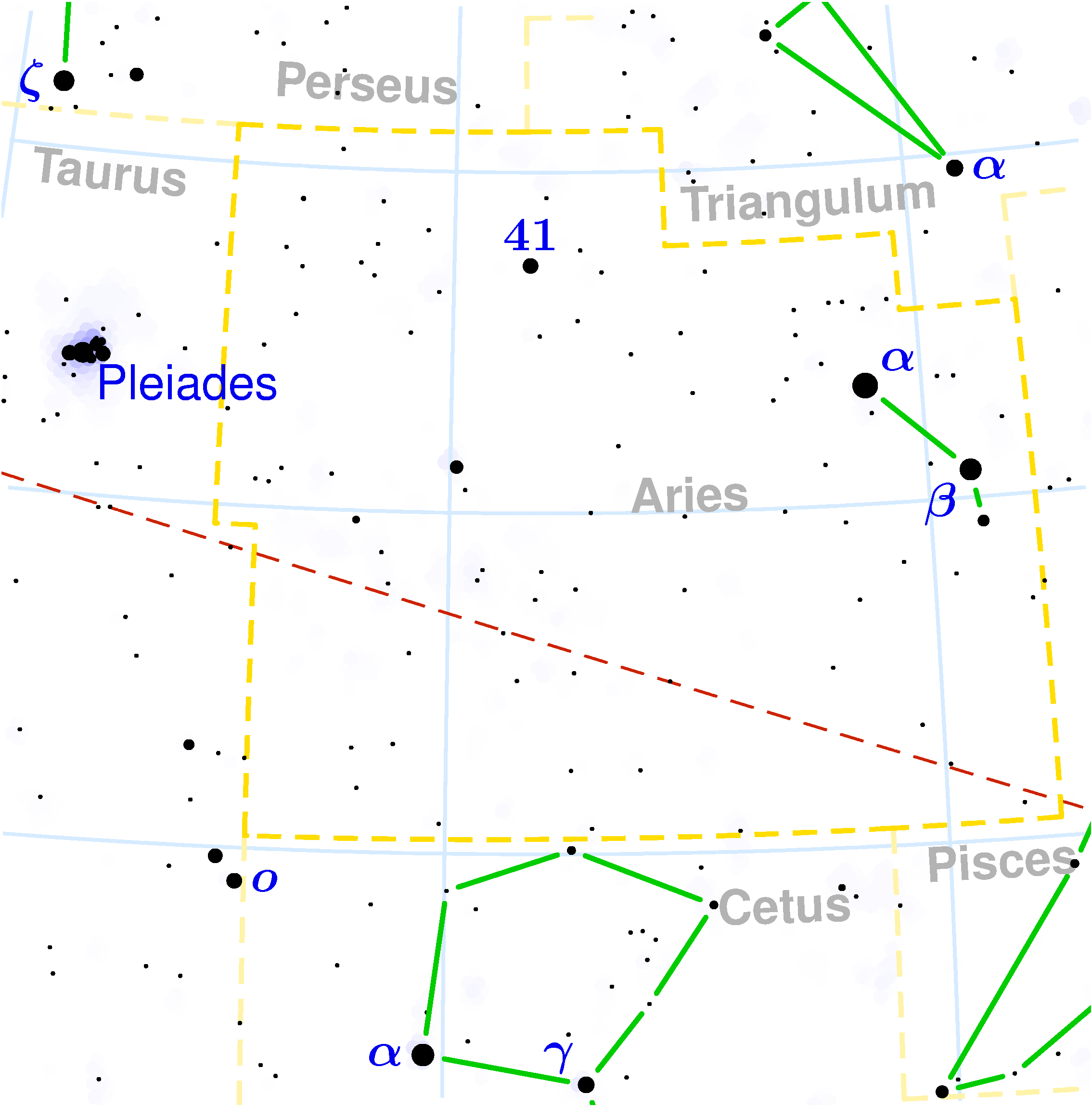
Сузір’я Овна на зоряній мапі

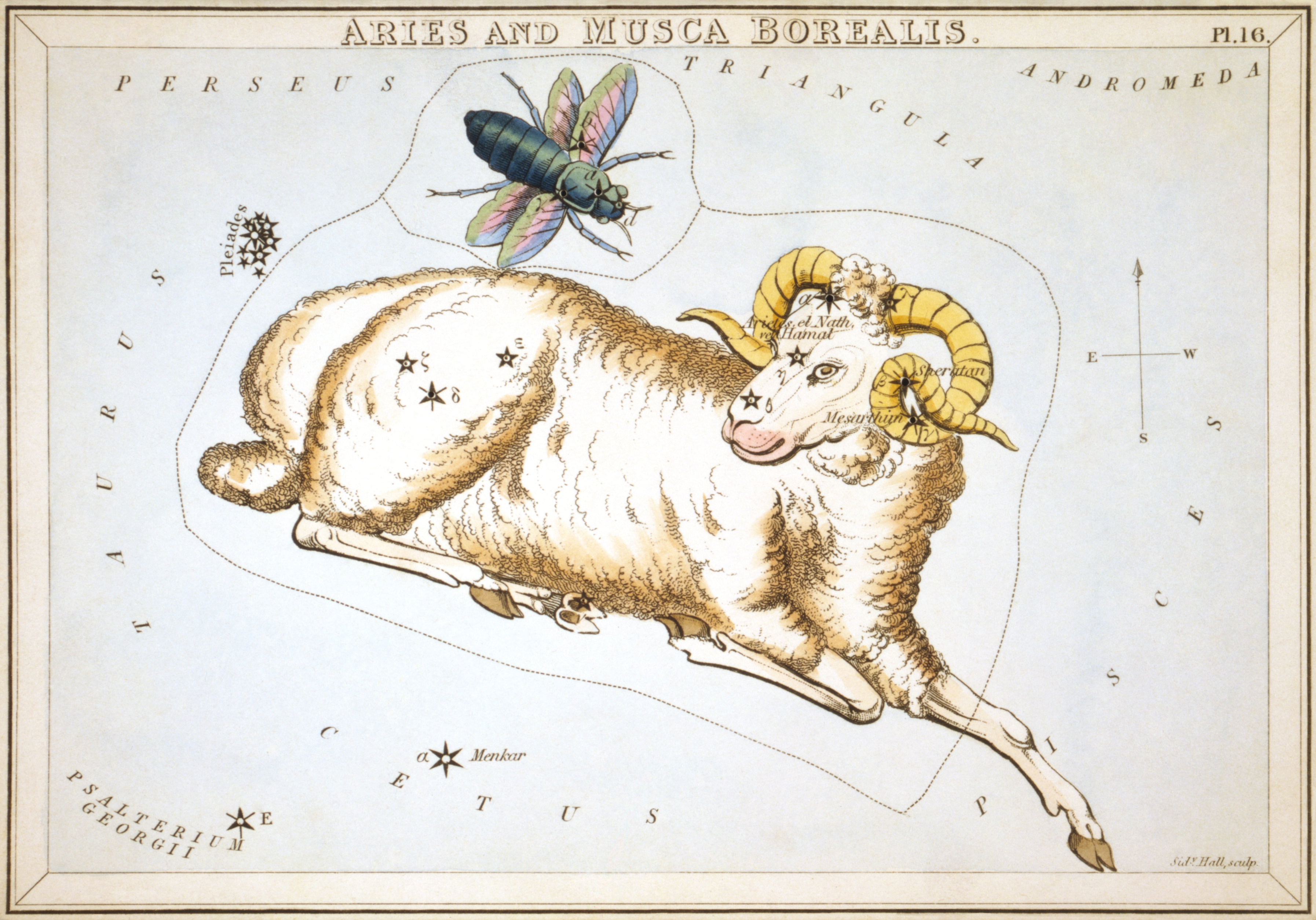
Овен і Musca Borealis на картці з набору Urania's Mirror, Лондон, бл. 1825

Овен (лат. Aries) — сузір'я зодіака, розташоване в Північній півкулі небесної сфери між Рибами на заході та Тельцем на сході. Назва Aries з латинської означає «баран», а його традиційний астрологічний символ — ♈︎. Сузір’я середнього розміру, займає 39-е місце серед 88 сучасних сузір’їв за площею (441 квадратний градус, приблизно 1,1 % небесної сфери).

## Історія та міфологія
Перші згадки про Овна сягають вавилонської астрономії XII–XI століть до н. е., коли сузір’я було відоме як MULLÚ.ḪUN.GÁ, що перекладається як «аграрний працівник» або «найманий робітник». Пізніше образ змінився на барана, пов’язаного з богом-пастухом Думузі.
У Єгипті Овен асоціювали з богом Амуном-Ра, символом родючості й творчості, та через його розташування біля весняного рівнодення називали «покажчиком відродженого Сонця».
У грецькій міфології Овен уособлював золотого барана, якого надіслав бог Гермес, щоб урятувати Фрікса і Еллу. Баран переніс Фрікса до Колхіди, а Елла впала в море, яке відтоді стали називати Геллеспонтом.
В українській культурі зорі Овна асоціювали з весняним пробудженням природи та початком польових робіт. Баран у народній традиції був символом сили, достатку й жертовності. У великодніх обрядах робили фігурки баранів із тіста або масла та освячували їх разом із паскою, що могло мати як аграрне, так і астрономічне значення.

## Астрономічні характеристики
Найяскравішими зорями сузір’я є Гамаль (α Ari), Шератан (β Ari), Месартім (γ Ari) та 41 Ari. Хоча це порівняно тьмяне сузір’я, його форма легко впізнавана. Усередині Овна розташовано кілька слабких об’єктів глибокого космосу, зокрема пари взаємодіючих галактик. Сузір’я також є джерелом метеорних потоків, зокрема Денних арієтид та Епсілон арієтид.

У 1922 році МАС затвердив офіційну абревіатуру «Ari» для Овна та, спільно з Еженом Дельпортом, визначив його межі у 1930 році. Через прецесію точка весняного рівнодення нині перебуває в Рибах, хоча історично вона була в Овні.

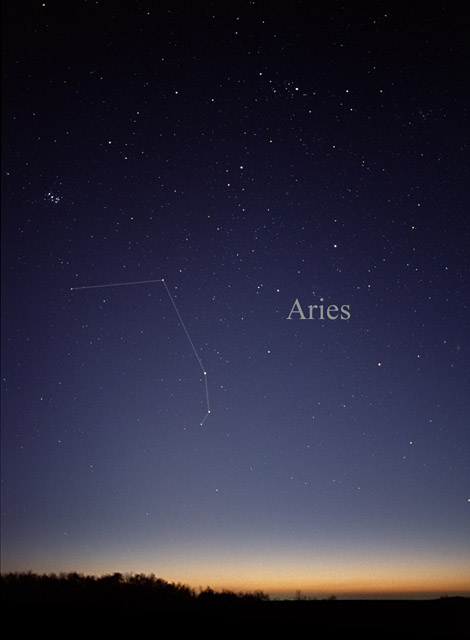
Овен неозброєним оком

## Зорі

### Яскраві зорі
Сузір'я Овна має три яскраві зорі, що утворюють астеризм. Вони позначені Йоганном Байєром як Альфа, Бета та Гамма Овна. Альфа (Хамаль) і Бета (Шератан) часто використовуються для навігації. Є також ще одна зоря, яка є яскравішою за четверту величину — 41 Овна (Бгарані). α Овна, відома як Гамаль, є найяскравішою зорею в сузір’ї. Її традиційна назва походить від арабського слова, що означає «ягня» або «голова барана» (ras al-hamal). Це відсилає до міфологічного походження сузір’я. За спектральним класом K2 і світністю класу III, це помаранчевий гігант з видимою зоряною величиною 2,00, який розташований на відстані 66 світлових років від Землі. Світність Хамаля становить 96 L☉, а його абсолютна зоряна величина прирівнюється до −0,1.
β Овна, також відома як Шератан, це блакитно-біла зоря з видимою зоряною величиною 2,64. Її традиційна назва походить від арабського слова «шаратайн», яке означає «дві ознаки», що стосується як Бети, так і Гамми Овна, розташованих так, що вони слугували провісниками весняного рівнодення. У бедуїнів ці дві зорі були відомі як «карна аль-хамаль» або «роги барана».  Шератан знаходиться на відстані 59 світлових років від Землі, має світність 11 L☉ та абсолютну зоряну величину 2,1. Це спектроскопічна подвійна зоря, другий компонент якої відомий лише завдяки аналізу спектра. Головна зоря має спектральний клас A5. У 1903 році Герман Карл Фоґель визначив, що Шератан є спектроскопічною подвійною зорею, а в 1907 році Ганс Лудендорф встановив її орбіту. Відтоді об’єкт досліджується через свою ексцентричну орбіту.
γ Овна, відома під загальною назвою Месартім, є подвійною зорею з двома білими компонентами, розташованими на насиченому зоряному полі з зорями величини 8–12. Її традиційна назва має суперечливі версії походження. Вона може бути спотворенням арабського слова «аль-шаратайн», що означає «пара», або слова, що означає «жирний баран». Водночас вона може походити від санскриту як «перша зоря Овна» або від івриту як «служителі», що є нетиповими мовами для походження назв зір. Разом із Бетою Овна, у бедуїнів зоря була відома як «карна аль-хамаль» або ж «роги барана». Видима величина головної зорі становить 4,59, а другої — 4,68. Система розташована на відстані 164 світлових років від Землі. Компоненти розділені 7,8 кутовими секундами, а сумарна видима величина системи становить 3,9. Світність головної зорі становить 60 L☉, а другої 56 L☉ відповідно. Головною є зоря спектрального класу A з абсолютною величиною 0,2, а друга — зорею класу B9 з абсолютною величиною 0,4 . Кут між компонентами становить 1°. Месартім була відкрита як подвійна зоря Робертом Гуком у 1664 році, що стало одним із перших таких телескопічних відкриттів. Головна зоря γ1 Овна, належить до змінних типу α2 Гончих Псів, має амплітуду зміни яскравості 0,02 величини та період 2,607 доби. Вона вирізняється незвично сильними лініями випромінювання кремнію.
Сузір’я містить кілька подвійних зір, зокрема Епсилон, Лямбду та Пі Овна. ε Овна є подвійною зорею з двома білими компонентами: головна має видиму величину 5,2, а друга  5,5. Система розташована на відстані 290 світлових років від Землі. Її сумарна видима величина становить 4,63, абсолютна величина головної зорі — 1,4, а спектральний клас — A2. Компоненти розділені на 1,5 кутових секунд. λ Овна це широка подвійна зоря з білою головною та жовтою другою. Видима величина головної зорі становить 4,8, а другої 7,3. Головна розташована на відстані 129 світлових років від Землі, має абсолютну величину 1,7 і належить до спектрального класу F0. Компоненти розділені на 36 кутових секунд під кутом 50°; зоряна пара лежить на 0,5° на схід від 7 Овна. π Овна є закритою подвійною зорею з блакитно-білою головною та білою другою. Головна має видиму величину 5,3, а друга 8,5. Головна зоря розташована на відстані 776 світлових років від Землі і сама є широкою подвійною зорею з розділенням у 25,2 кутової секунди; третій компонент має величину 10,8. Головна і друга зорі розділені на 3,2 кутової секунди.
Більшість інших зір Овна, видимих неозброєним оком, мають зоряні величини від 3 до 5. δ Овна, звана Ботейн (Boteïn), це зоря величини 4,35, розташована на відстані 170 світлових років. Вона має абсолютну величину −0,1 і належить до спектрального класу K2. ζ Овна має величину 4,89, розташована за 263 світлових роки, належить до спектрального класу A0 і має абсолютну величину 0,0. 14 Овна це зоря величини 4,98, розташована за 288 світлових років, належить до класу F2 та має абсолютну величину 0,6  39 Овна (Lilii Borea) це подібна зоря величини 4,51, на відстані 172 світлових років, спектрального класу K1 з абсолютною величиною 0,0. 35 Овна це тьмяна зоря величини 4,55, розташована за 343 світлових роки, класу B3 з абсолютною величиною −1,7 . 41 Овна, відома також як c Овна та Наїр аль-Бутейн, це яскравіша зоря величини 3,63, розташована за 165 світлових років. Вона належить до класу B8, має світність 105 L☉ та абсолютну величину −0,2. 53 Овна це зоря-втікач величини 6,09, розташована на відстані 815 світлових років. Її спектральний клас B2. Ймовірно, вона була викинута з Туманності Оріона приблизно п’ять мільйонів років тому, можливо, внаслідок вибуху наднової. Врешті, зоря Тігардена є найближчою до Землі зорею в Овні. Це червоний карлик величини 15,14 та спектрального класу M6.5V. Маючи власний рух 5,1 кутової секунди на рік, вона є 24-ю найближчою зорею до Землі загалом.

### Змінні зорі
В сузір'ї Овна є й змінні зорі, серед яких R та U Овна, змінні зорі типу Міра, а також T Овна це напіврегулярна змінна зоря. R Овна це змінна зоря типу Міра, яскравість якої змінюється від мінімуму 13,7 до максимуму 7,4 із періодом 186,8 діб. Вона розташована на відстані 4080 світлових років. U Овна це ще одна змінна типу Міра, що змінює яскравість від 15,2 до 7,2 із періодом 371,1 доби. T Овна це напівправильна змінна зоря, чия яскравість коливається від 11,3 до 7,5 із періодом 317 діб. Вона знаходиться за 1630 світлових років від Землі. Особливий інтерес у цьому сузір’ї становить SX Овна це обертовa зміннa зоря, яку вважають прототипом свого класу — гелієвих змінних зір. Зорі типу SX Овна мають дуже виражені емісійні лінії Гелію I та Кремнію III. Зазвичай це зорі головної послідовності спектральних класів B0p—B9p, зміни яскравості яких зазвичай непомітні неозброєним оком. Тому їх спостерігають фотометрично; періоди зміни яскравості зазвичай вкладаються в одну ніч. Подібно до змінних типу α2s, зорі SX Овна демонструють періодичні зміни світності та магнітного поля, що відповідають періоду обертання, але відрізняються від α2 Гончих Псів вищою температурою. Наразі відомо від 39 до 49 змінних зір типу SX Овна; десять із них позначені як «сумнівні» в Загальному каталозі змінних зір.

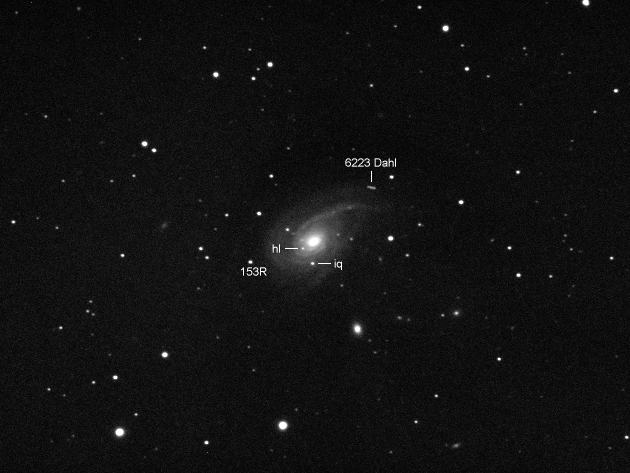
NGC 772 з позначеною надновою

### Об’єкти глибокого космосу
У сузір’ї Овна розташовано низку галактик, що становлять інтерес для астрономічних досліджень. NGC 772 — спіральна галактика з інтегральною зоряною величиною 10,3, розташована на південний схід від β Овна та за 15 кутових хвилин на захід від зорі 15 Овна. Під час спостережень за допомогою аматорських телескопів відмічається її туманна структура та помітна еліптичність. Її розміри становлять 7,2 × 4,2 кутових хвилини, а поверхнева яскравість (зоряна величина 13,6) є значно нижчою за інтегровану. Класифікація SA(s)b вказує на відсутність перемички та кільця, наявність помірно вираженої опуклості й щільно закручених спіральних рукавів. Північно-західний головний рукав містить численні області зореутворення, що, ймовірно, є наслідком гравітаційних взаємодій з іншими галактиками. Супутником NGC 772 є NGC 770, розташована на відстані близько 113 тис. світлових років. Разом вони внесені до Атласу пекулярних галактик (англ. Atlas of Peculiar Galaxies, ARP) як Arp 78. Діаметр NGC 772 сягає 240 тис. світлових років, а відстань до системи — 114 млн світлових років. NGC 673 — спіральна галактика класу SAB(s)c з фронтальною орієнтацією. Це спіральна галактика зі слабкою перемичкою та слабо завитими рукавами. Вона не має кільця та має слабку опуклість, а її розміри становлять 2,5 на 1,9 кутових хвилин. Діаметр галактики — 171 тис. світлових років, відстань — 235 млн світлових років.
NGC 678 та NGC 680 утворюють пару галактик у сузір’ї Овна, розташованих на відстані близько 200 тис. світлових років одна від одної. Вони належать до групи NGC 691, яка знаходиться приблизно за 130 млн світлових років. NGC 678 — спіральна галактика з ребровою орієнтацією (4,5 × 0,8 кутових хвилини) і помітною пиловою смугою. NGC 680 — еліптична галактика з асиметричною межею, зоряною величиною 12,9; для NGC 678 цей показник становить 13,35. Діаметри галактик становлять 171 тис. і 72 тис. світлових років відповідно. NGC 691 — спіральна галактика, злегка нахилена до променя зору, з кількома спіральними рукавами, яскравим ядром і дифузною структурою, що зумовлює низьку поверхневу яскравість. Її діаметр становить 126 тис. світлових років, відстань — 124 млн світлових років. NGC 877 — найяскравіший об’єкт у групі з восьми галактик, до якої входять також NGC 870, NGC 871 та NGC 876. Зоряна величина NGC 877 — 12,53, розміри — 2,4 × 1,8 кутових хвилини, діаметр — 124 тис. світлових років, відстань — 178 млн світлових років. Супутник NGC 876 розташований на відстані близько 103 тис. світлових років від ядра, з’єднаний з нею слабким потоком газу та пилу, що свідчить про гравітаційну взаємодію. Arp 276 — пара взаємодіючих галактик NGC 935 та IC 1801.
NGC 821 — еліптична галактика класу E6, яка вирізняється наявністю слідів ранньої спіральної структури, рідкісної для об’єктів цього типу. Розміри галактики — 2,6 × 2,0 кутових хвилини, зоряна величина — 11,3, діаметр — 61 тис. світлових років, відстань — 80 млн світлових років. Segue 2 — карликова галактика-супутник Чумацького Шляху, розташована в межах сузір’я Овна. Вважається можливим реліктом епохи реіонізації.

### Метеорні потоки
Сузір’я Овна є джерелом кількох метеорних потоків, серед яких найбільш відомим є денний метеорний потік Арієтиди. Цей потік триває з 22 травня по 2 липня та досягає піку 7 червня, з максимальним зенітним часовим числом (англ. ZHR) до 54 метеорів. Арієтиди вважаються одним із найінтенсивніших денних метеорних потоків і пов’язані з групою комет Марсдена. Імовірним батьківським тілом є астероїд Ікар. Через розташування радіанта на відстані приблизно 32° від Сонця деякі метеори можна побачити до світанку. Вони зазвичай спостерігаються як повільні «землетрощі», що починаються поблизу горизонту. Більшість метеорів потоку не видно неозброєним оком, однак їх можна фіксувати у радіодіапазоні завдяки іонізованому газу, що залишається після проходження метеора.
Потік Арієтид був відкритий 1947 року в обсерваторії Джодрелл-Бенк, коли Джеймс Гей і Г. С. Стюарт адаптували радіолокаційні системи, розроблені під час Другої світової війни, для метеорних спостережень.
Серед інших відомих потоків, що мають радіант в Овні, — Дельта-Арієтиди. Вони активні з 8 грудня по 14 січня, з піковою активністю 9 грудня. Потік характеризується низькою інтенсивністю, але іноді формує яскраві вогняні кулі. Середня швидкість метеорів становить приблизно 13,2 км/с. Вважається, що як північна, так і південна компоненти цього потоку пов’язані з навколоземним астероїдом 1990 HA.
Осінні Арієтиди спостерігаються з 7 вересня по 27 жовтня, досягаючи піку 9 жовтня. Також до метеорних потоків, пов’язаних із сузір’ям Овна, належать Епсілон Арієтиди (активні з 12 по 23 жовтня), Жовтневі Дельта Арієтиди, Сигма Арієтиди, Ню Арієтиди та Бета Арієтиди. Потік Сигма Арієтид належить до IV класу й активний з 12 по 19 жовтня, з піком 19 жовтня, коли зенітне часове число становить менше двох метеорів.

### Планетарні системи
Сузір’я Овен містить кілька зір із підтвердженими екзопланетами. Зоря HIP 14810 (спектральний клас G5) має три планети-гіганти, маса кожної з яких перевищує масу Землі більш ніж у десять разів. Інша зоря — HD 12661 — належить до головної послідовності та має спектральний тип G. Вона трохи більша за Сонце та володіє двома планетами: перша має масу, що у 2,3 раза перевищує масу Юпітера, а друга — у 1,57 раза більша за нього. HD 20367 — зоря спектрального типу G0, близька за розмірами до Сонця. У 2002 році навколо неї було відкрито планету з масою у 1,07 раза більшою за масу Юпітера, яка здійснює один оберт навколо зорі приблизно за 500 діб. У 2019 році в межах огляду CARMENES, проведеного в обсерваторії Калар-Альто, було повідомлено про виявлення двох екзопланет земної маси в системі зорі Тігардена, розташованої в сузір’ї Овна. Обидві планети знаходяться в зоні, придатній для життя. Зоря Тігардена є червоним карликом із масою та радіусом, що становлять близько 10% від сонячних, та характеризується високою радіальною швидкістю.

## У сучасній культурі
Сузір’я Овна часто використовується у вигляді мінімалістичних постерів: чорне тло з білим зоряним контуром, інколи доповнений підписом («Aries») і датою (21 березня — 19 квітня). Також популярні декоративні товари, на кшталт наклейок із зображенням сузір’я для стін і меблів. 
Також використовується у ювелірних колекціях, натхненних астрологічними мотивами, а також є популярним елементом для тату — особливо в мінімалістичних або геометричних стилях. Їх виконують у вигляді лінійних схем, зіркових з'єднань або в поєднанні з образами барана. 
Сузір’я Овна рідко згадується безпосередньо у сучасних художніх творах або кінематографі, однак його образ і міфологічне походження часто використовуються у символічному та астрологічному контексті.